# Озёрковский сельсовет (Гродненская область)
Озёрковский сельсовет — упразднённая административная единица на территории Мостовского района Гродненской области Белоруссии.

## Состав
Озёрковский сельсовет включал 11 населённых пунктов:
- Большие Озёрки — деревня.
- Букштово — деревня.
- Дворок — деревня.
- Дубровка — деревня.
- Котчино — деревня.
- Лобзово — деревня.
- Лупачи — деревня.
- Малые Озёрки — деревня.
- Слижи Песковые — деревня.
- Слижи Подгребельные — деревня.
- Тумаши — деревня.

## Производственная сфера
СПК «Озеранский».

## Социальная сфера
Образование: ГУО «Озёрковский детский сад», ГУО «Озёрковская общеобразовательная средняя школа».
Медицина: Озёрковский фельдшерско-акушерский пункт.
Культура: Озёрковский сельский клуб, Озёрковская сельская библиотека, Котчинская государственная библиотека-клуб.

## Памятные места
На территории сельсовета находятся 2 воинских захоронения.